# Gaucelin de La Garde de Chambonas
Gaucelin de La Garde de Chambonas, né sans doute à la Garde-Guérin (aujourd'hui en Lozère) et mort en 1304, était un évêque français, de Lodève de 1292 à 1296, puis de Maguelone de 1296 à 1304.

## Biographie
Gaucelin de la Garde était le fils de Raymond de La Garde, chevalier et seigneur parier de la Garde-Guérin au bord de la voie Regordane en Gévaudan. En 1275, il devient doyen de l'église de Brioude et le reste jusqu'en 1285. Il reconstruit alors l'hôtel de la Doyenné,.
Il est ensuite élu à l'évêché de Lodève en 1292. Le pape Boniface VIII le nomme en août 1296 à l'évêché de Maguelone. Il est connu, entre autres pour l'accord passé avec Raymond, évêque d'Agde, qui s'occupe de la limite entre le diocèse de Maguelone et celui d'Agde, au travers l'étang de Thau. Il aide également l'évêque de Mende, Guillaume VI Durand, dans la rédaction du mémoire sur le paréage, visant à séparer le pouvoir du roi et de l'évêque sur les terres du Gévaudan.
Son neveu, Pons de La Garde, fils de son frère Thomas héritier de la parérie, a été lui évêque de Mende et comte de Gévaudan.